# Paulus van Husen

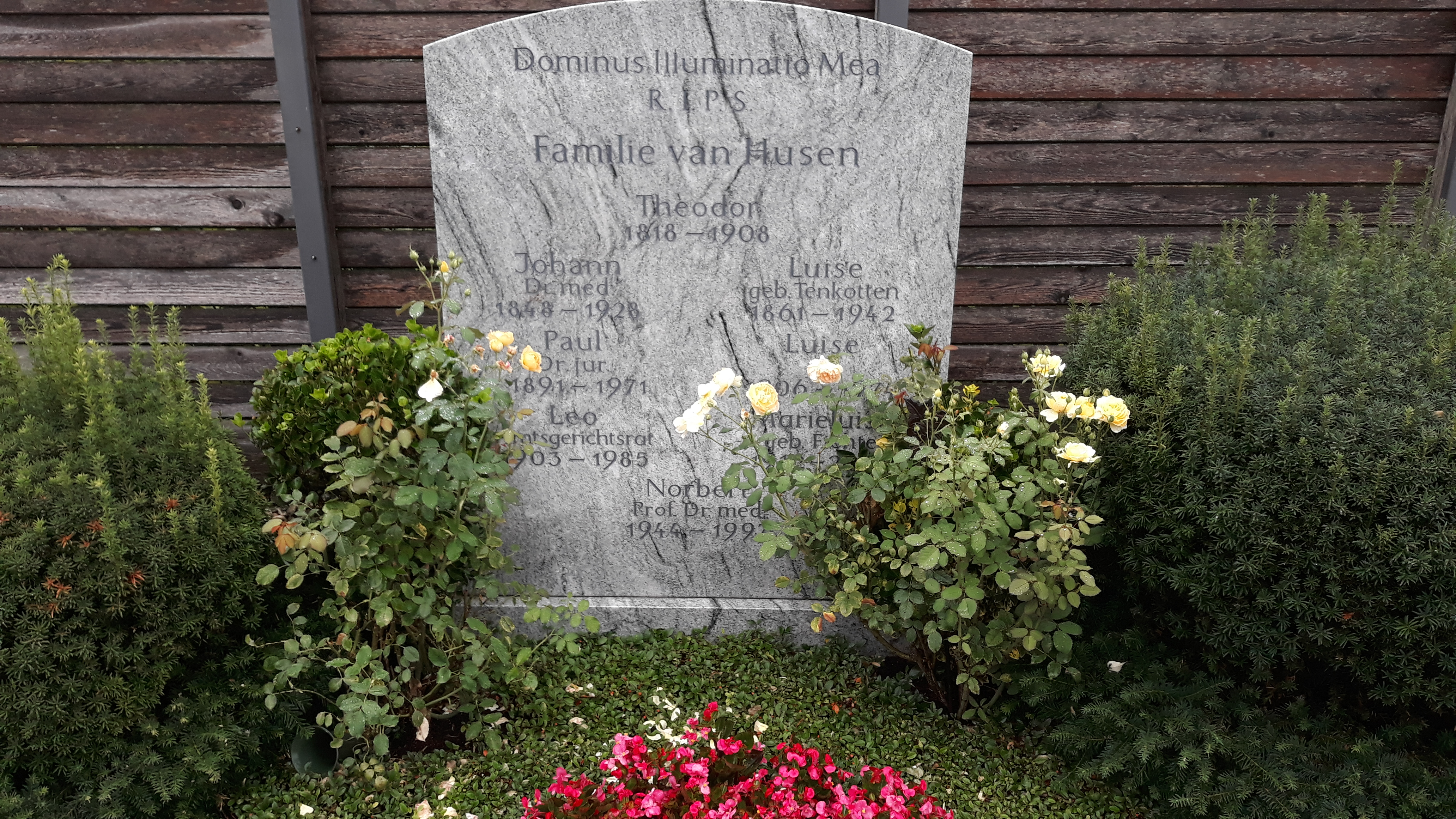
Das Grab von Paul van Husen im Familiengrab auf dem alten Friedhof St. Mauritz in Münster.

Paul „Paulus“ van Husen (* 26. Februar 1891 in Horst an der Emscher; † 1. September 1971 in Münster) war ein deutscher Jurist, Offizier, Widerstandskämpfer gegen den Nationalsozialismus und Mitglied der Widerstandsgruppe Kreisauer Kreis. Nach der Gründung des Landes Nordrhein-Westfalen war er erster Präsident des Oberverwaltungsgerichts für das Land Nordrhein-Westfalen und später erster Präsident des Verfassungsgerichtshofs für das Land Nordrhein-Westfalen.

## Leben

### Kaiserzeit
Paulus van Husen stammte aus einer katholischen Arztfamilie. Er besuchte das Gymnasium Paulinum in Münster, an dem er 1909 das Abitur ablegte.
Van Husen studierte von 1909 bis 1912 Rechts- und Staatswissenschaften in Oxford, München, Genf und Münster. Im Juni 1912 bestand er das Referendar-Examen in Hamm mit dem Prädikat „gut“. Im Anschluss begann er zunächst eine Ausbildung zum Gerichtsassessor beim Amtsgericht in Warendorf. Am 1. Oktober 1912 trat er ins Husaren-Regiment „Kaiser Nikolaus II. von Russland“ (1. Westfälisches) Nr. 8 ein und leistete in Paderborn-Neuhaus seinen Militärdienst als Einjährig-Freiwilliger ab. Im Anschluss setzte er seine Ausbildung beim Amtsgericht in Warendorf zunächst fort. Ende März 1914 trat er in die preußische Verwaltung ein und wurde zum Regierungsreferendar ernannt. Als solcher war er beim Landratsamt Lüdinghausen tätig. Mit Mobilmachung zum Ausbruch des Ersten Weltkriegs wurde van Husen am 1. August 1914 zunächst als Vizewachtmeister auf einer Offiziersstelle beim Regimentsstab seiner Einheit eingewiesen, bevor er Anfang September zum Leutnant ernannt wurde. Er versah zunächst Dienst an der Westfront, unter anderem in Lüttich, am Chemin des Dames und bei Verdun. Er wurde mit dem Eisernen Kreuz II. Klasse ausgezeichnet. Anfang Januar 1918 wurde er an die Ostfront verlegt, kam im Oktober 1918 dann wieder an die Westfront, wo er unter anderem in der Antwerpen-Maas-Stellung eingesetzt wurde. Das Kriegsende erlebte er auf dem Rückzug in Belgien.

### Zeit der Weimarer Republik
Anfang Dezember 1918 wurde van Husens Einheit im Vorfeld der sogenannten Weihnachtskämpfe als Teil der Garde-Kavallerie-Schützen-Division nach Berlin verlegt. Am 23. Dezember, also noch vor den eigentlichen Kämpfen in Berlin, verließ van Husen die Truppe und kehrte nach Westfalen zurück. Anfang Januar 1919 setzte er seine frühere Tätigkeit beim Landratsamt in Lüdinghausen fort. 1920 wurden er an der Universität mit einer Dissertation über Die staatsrechtliche Organisation des Deutschen Reiches von der Revolution November 1918 bis zum Zusammentritt der Nationalversammlung promoviert. Während des Ruhraufstandes im Frühjahr 1920 wurde van Husen vom Münsteraner Regierungspräsidenten Graf Merveldt für etwa sechs Wochen mit der Vertretung des zwischenzeitlich aus dem Amt vertriebenen Landrats Otto von Westfalen beauftragt. Im Oktober 1920 bestand er im preußischen Innenministerium das Assessorexamen mit dem Prädikat „gut“. Unmittelbar im Anschluss wurde ihm eine Stelle als Assessor bei der Regierung der Provinz Oberschlesien in Oppeln zugeteilt, hier war er verantwortlich für das Gewerbedezernat. Im Februar 1921 wurde er stellvertretender Landrat des Kreises Rybnik. Als der Landrat des Kreises Rybnik Hans Lukaschek in Vorbereitung auf die Volksabstimmung in Oberschlesien zum Schlesischen Ausschuss wechselte, wurde van Husen Anfang 1921 mit der kommissarischen Leitung des Landratsamtes des Kreises Rybnik betraut, die er bis zur Übergabe des Kreises an Polen am 15. Juni 1922 wahrnahm. Mit Lukaschek verband van Husen fortan eine lebenslange Freundschaft. In der Folge forderte van Husen unter Verweis auf seine Leistungen in Lüdinghausen und Rybnik bei der Personalabteilung des preußischen Innenministeriums die Übertragung des Postens eines Landrats in Westdeutschland ein. Da dieser Wunsch abgelehnt wurde, entschloss er sich zum Ausscheiden aus dem Staatsdienst, nachdem ihm Karl Gottfried Prinz zu Hohenlohe-Ingelfingen eine Stelle als dessen Generalbevollmächtigter anbot. Zum 1. Januar 1923 trat er die Stelle in Koschentin an. Nachdem Lukaschek als deutsches Mitglied der Gemischten Kommission für Oberschlesien infolge einer Spionageaffäre von seinem Amt zurücktreten musste, schlug dieser van Husen zu seinem Nachfolger vor. Zunächst wehrten sich das preußische Innenministerium sowie das Auswärtige Amt gegen ihn, wohl wegen seiner Zugehörigkeit zur Deutschen Zentrumspartei sowie seiner katholischen Gesinnung. Mit Unterstützung des oberschlesischen Zentrumspolitikers Carl Ulitzka wurde er im April 1927 schließlich durch die Reichsregierung ernannt. Wie seine Vorgänger erhielt er dabei die Zusage, dass er nach seinem Ausscheiden aus der Kommission mindestens als Ministerialrat in den preußischen oder Reichsdienst eingestellt werde. Seine Tätigkeit übte er weisungsgebunden von der Regierung im nunmehr polnischen Kattowitz aus, in welchem er mit Diplomatenstatus lebte. Aufgabe der Kommission war insbesondere der Schutz der Minderheiten in Oberschlesien. Im Rahmen dieser Tätigkeit nahm er zwischen 1927 und 1932 an fast allen Tagungen des Völkerbundsrats teil. Seine bisherige Tätigkeit als Generalbevollmächtigter von Prinz zu Hohenlohe-Ingelfingen übte er in dieser Zeit in Nebentätigkeit einmal pro Woche weiter aus. Während der Zeit in Kattowitz lernte van Husen Helmuth James Graf von Moltke kennen, mit dem er später im Widerstand gegen Hitler tätig sein sollte.

### Zeit des Nationalsozialismus

#### Ende der Tätigkeit in Oberschlesien
Nach der Machtübernahme der Nationalsozialisten in Deutschland setzte sich van Husen vergeblich dafür ein, dass in Oberschlesien auch Juden als Minderheit unter den Schutz des Genfer Vertrages fallen. Im Dezember 1933 nahm er an der Generalversammlung des Katholischen Frauenbundes teil, bei der die katholische Österreicherin Fanny Starhemberg als Hauptrednerin fungierte. Dies musste angesichts der damaligen Spannungen zwischen Nazideutschland und Österreich seitens der Nazis als Provokation aufgefasst werden.
1934 wurde er von der Reichsregierung aus der Gemischten Kommission abberufen.

#### Tätigkeit beim preußischen Oberverwaltungsgericht
Er wurde als Richter im Amt eines Oberverwaltungsgerichtsrates am Preußischen Oberverwaltungsgericht in Berlin wieder eingestellt und verlegte auch seinen Wohnsitz dorthin. Zunächst war er beim Disziplinarsenat tätig, aufgrund seiner Probleme damit, ungerechte nationalsozialistische Gesetze anzuwenden, wurde er auf Bestreben des Innenministeriums zum Wassersenat versetzt. Später folgten Versetzungen zum Steuer- und zum Kommunalsenat. Während dieser Zeit protestierte van Husen gegen blasphemische Äußerungen eines Reichsredners bei einem Vortrag im Gericht. Ebenfalls zu dieser Zeit wurde van Husen Mitglied im Kirchenvorstand der Pfarrgemeinde St. Karl Borromäus in seinem Wohnort Grunewald. Forderungen des Blockleiters, in die NSDAP einzutreten, lehnte er ab und verwies auf seine frühere Mitgliedschaft im Zentrum.

#### Dienst beim Oberkommando der Wehrmacht
Nach Ausbruch des Zweiten Weltkriegs wurde van Husen im April 1940 als Rittmeister der Reserve in die Wehrmacht eingezogen. Er übte seinen Dienst beim Oberkommando der Wehrmacht (OKW) in der Standortstaffel Berlin des Wehrmachtsführungsstabes aus. Vorausgegangen war eine Bitte von Herbert Bach, dem Vizepräsidenten des Oberverwaltungsgerichts, für diesen den Dienst als Jurist im Wehrmachtsführungsstab anzutreten, da dieser sich Hoffnungen auf den Posten des Verwaltungsgerichtspräsidenten machte. Van Husen, der im Nationalsozialismus an keinen Wehrübungen mehr teilgenommen hatte, weil er „freiwillig dem Hitler-Heer nicht angehören“ wollte, nahm das Angebot gerne an, insbesondere um eine Einziehung zu einem „wenig erfreulichen Dienst“ zu entgehen. Da das OKW zugleich die Geschäfte des Reichskriegsministeriums wahrnahm und der Chef des OKW im Range den Reichsministern gleichgestellt war, war van Husen in seiner Tätigkeit dort auch mit dem Erstellen von Stellungnahmen zu Entwürfen von Gesetzen und Führererlassen betraut. Er nutze diese Möglichkeit der Einflussnahme um einige dem Rechtsstaatlichkeitsprinzip widersprechende Regelungen zu verhindern oder zumindest zu verzögern. So gelang es ihm einen Gesetzesentwurf von Reinhard Heydrich zu verhindern, der es der Polizei formal gestattet hätte Personen als „Asoziale“ zu deklarieren und gegen diese ohne jegliche Möglichkeit der Beschwerde jeden Eingriff in Vermögen, Freiheit, Leib oder Leben zu gestatten.

„Der reizvollste Teil meiner Arbeit beim OKW war die Beteiligung an den Gesetzentwürfen. Hierbei konnte man dem Löwen fühlbar auf den Schwanz treten, ohne dass das Raubtier leicht merken konnte, wer getreten hat.“

In Zusammenarbeit mit seinem befreundeten Bischof Heinrich Wienken, welcher die katholische Kirche gegenüber der Regierung in Berlin vertrat, nutzte er seine Funktion, um Beschlagnahmen kirchlicher Einrichtungen durch NSDAP- oder SS-Stellen zu verhindern. Auf Intervention des Innenministeriums bei General Walter Warlimont wurde van Husen im Herbst 1943 von seinen bisherigen Aufgaben entbunden und mit Bewirtschaftungsaufgaben vertraut, wohl weil die problembereitende Zusammenarbeit mit ihm aufgefallen war. Kurz vor dem 20. Juli 1944 war er in dieser neuen Funktion mit einem Vorgang befasst, bei dem er Kenntnis über die Ermordung von Juden in Polen erhielt.

#### Mitglied im Kreisauer Kreis
Paulus van Husen gehörte dem im Widerstand tätigen Kreisauer Kreis um Helmuth James Graf von Moltke, Peter Graf Yorck von Wartenburg und anderen an, mit denen er sich einmal wöchentlich traf. Auch hielt er Kontakt zu den Münchener Jesuiten Augustin Rösch und Lothar König, wozu er auch Fernsprechleitungen der Wehrmacht nutzte, um nicht von der Gestapo abgehört zu werden. Auch besuchte er mehrfach den Münsteraner Bischof Clemens August Graf von Galen um diesen über die Pläne der Kreisauer zu informieren, ebenso stand er in regelmäßigen Kontakt mit Bischof Heinrich Wienken, mit dem er auch die Frage des Tyrannenmordes diskutierte.
Am Abend des 14. Juli 1944 fand in van Husens Haus ein Treffen von Mitgliedern des Kreisauer Kreises statt, an dem auch Claus Schenk Graf von Stauffenberg teilnahm, bevor dieser in derselben Nacht zum Führerhauptquartier Wolfsschanze reiste, um dort am Folgetag das Attentat auf Hitler auszuüben, welches jedoch auf den 20. Juli verschoben werden musste.

„Stauffenberg war ernster als sonst, aber gelassen und sicher. Niemand hätte bei seiner äußeren Unbefangenheit ahnen können, vor welcher geschichtlichen Tat er stand. […] Als er fortging, wurde der Atem des Schicksals spürbar bei den letzten Worten, die ich von ihm hören sollte: „Es bleibt also nichts anderes übrig, als ihn umzubringen.““

Konkrete Einzelheiten zum bevorstehenden Attentatsversuch waren van Husen aus Geheimhaltungsgründen nicht bekannt. Am 16. Juli teilte Peter York van Husen mit, dass Fritz-Dietlof von der Schulenburg, welcher nach der Festnahme von Julius Leber im Falle eines geglückten Umsturzes Innenminister werden sollte, van Husen bitte sein Staatssekretär zu werden.

#### Geschehnisse nach dem 20. Juli 1944 – Verhaftung und Prozess
Nach dem missglückten Attentat rechnete van Husen mit einer Festnahme.

„Ich sprach bei der Beichte über mein Mitwissen, Anstiften und Zustimmen zu der Mordtat.“

Am 16. August, zu einem Zeitpunkt da „alle Freunde“ van Husens bereits festgenommen waren, erhielt er die Mitteilung, dass er als Reserveoffizier aus dem Dienst entlassen werde. Van Husen selbst vermute, dass General Warlimont bezüglich seiner Rolle Verdacht geschöpft habe. Er wurde zunächst formal der Offiziersreserve beim Wehrkreiskommando Berlin zugewiesen, bevor er nach einem erbetenen sechswöchigen Urlaub aus dem aktiven Militärdienst ausschied. Anfang Oktober 1944 trat er seinen Dienst beim Reichsverwaltungsgericht an, in welches das bisherige preußische Oberverwaltungsgericht inzwischen überführt worden war.
Am 12. Oktober wurde er in der Außenstelle des Reichsverwaltungsgerichts in Torgau von der Gestapo verhaftet. Zunächst wurde er in das Gefängnis Lehrter Straße nach Berlin verbracht ohne ihm den Grund hierfür mitzuteilen oder ihn zu verhören. Am 23. Oktober wurde er in das Konzentrationslager Ravensbrück verlegt. Während der Zeit in Ravensbrück wurde er erstmals am 24. November und insgesamt viermal in der Sicherheitspolizeischule Drögen durch die Gestapo verhört, hierbei wurde er einmal körperlich misshandelt, weitere Gewalt wurde ihm angedroht. Van Husen gestand seine Zugehörigkeit zum Kreisauer Kreis, stellte sich aber als Mitläufer dar und räumte Defätismus ein. Am 6. Januar 1945 wurde er zurück in das Gefängnis Lehrter Straße verlegt. Obwohl er in die Attentatspläne eingebunden gewesen und nach den Plänen der Verschwörer für das Amt eines Staatssekretärs in der neuen Reichsregierung vorgesehen war, konnte ihm nichts nachgewiesen werden. Gleichwohl wurde er im April 1945 vom Volksgerichtshof in dessen letzter Sitzung zu drei Jahren Zuchthaus verurteilt. Wenige Tage später wurde er von der Roten Armee aus dem Berliner Strafgefängnis Plötzensee befreit.

### Nachkriegsdeutschland
Husen gehörte wie Otto Heinrich von der Gablentz zu den Mitbegründern der CDU in Berlin.
Im Auftrag der US-amerikanischen Militärregierung in Berlin baute er eine Verwaltungsgerichtsbarkeit auf. 1948 wurde er Richter am Bizonalen Deutschen Obergericht in Köln.
1949 wurde Paulus van Husen von der nordrhein-westfälischen Regierung Arnold (CDU) zum ersten Präsidenten des Oberverwaltungsgerichts für das Land Nordrhein-Westfalen in Münster berufen, in der Folge Präsident des 1952 errichteten Verfassungsgerichtshofs für das Land Nordrhein-Westfalen. 1959 ging van Husen in den Ruhestand.

### Familie
Van Husens Vorfahren väterlicherseits stammen vom Niederrhein, seine Mutter aus Essen. Zum Zeitpunkt seiner Geburt lebten seine Eltern in Horst und zogen in seiner frühen Kindheit nach Münster. Seine Vorfahren seien immer katholisch gewesen und geblieben. Sein Vater entstammt „einer tief religiösen, treu katholischen Umwelt, hat seinen katholischen Glauben stets bewahrt und vorbildlich nach ihm gelebt und gehandelt.“ Aufgrund der Inflation zogen die Eltern 1923 zu ihm nach Oberschlesien. Im August 1928 verstarb der Vater. Husen hatte drei Geschwister: Die Schwestern Maria und Luise (genannt „Ite“) sowie den zwölf Jahre jüngeren Bruder Leo. Paulus van Husen soll seinem Vater versprochen haben sich nach dessen Tod um seine Schwester Luise zu kümmern, welche seitdem bis zu seinem Tod bei ihm lebte. Während seiner Zeit im Gefängnis und Konzentrationslager besuchte ihn Luise mehrfach und versorgte ihn regelmäßig mit Verpflegung. Seine Schwester Maria heiratete 1914 Benno August Hermann Gottfried von Quernheim. Nachdem dieser 1931 verstorben war, zog 1935 auch Maria mitsamt ihrer sechs Kinder zu Paulus van Husen und Luise.

## Nachlass und Memoiren
Nach dem Tod von Paulus van Husen erbte seine Schwester Luise den Nachlass und wohnte auch nach dessen Tod weiter in seinem Haus in Münster. Diese verstarb 1974 und vererbte van Husens Nachlass an den Sohn seines Bruders Leo, den Münsteraner Gastroenterologen Norbert van Husen. Dieser zog in das Haus von Paulus und Luise van Husen und verstarb 1997 im Alter von 53 Jahren. Der Nachlass wurde sodann an den Enkelsohn von Maria van Husen (deren Tochter Mechthildis Freiin von Quernheim hatte den Juristen Manfred Lütz senior geheiratet), den Psychiater und Buchautor Manfred Lütz, vererbt. Dieser fand das Haus praktisch unverändert zu den Lebzeiten von Paulus van Husen vor. Insbesondere fand er dessen 977 Seiten umfassenden Memoiren aber auch andere historisch bedeutende Unterlagen, zum Beispiel den Haftbefehl oder die Ausstoßung aus dem Beamtenstatus infolge der Geschehnisse vom 20. Juli 1944. Lütz übergab die Memoiren dem Historiker Karl-Joseph Hummel, welcher diese zu einer im Jahr 2010 erschienenen wissenschaftlichen Publikation über van Husen nutzte. 2019 veröffentlichte Lütz ungefähr 280 Seiten der Memoiren zusammen mit einem Vorwort von ihm selbst. Dies weniger unter wissenschaftlicher Betrachtung denn um dem heutigen Leser die Person des Paulus van Husen näher zu bringen.

## Zitat
„...es geht darum, aufzudecken, daß die Selbständigkeit der Gerichte in Deutschland ein Schein ist, hinter dem eine andere rechtliche und oft auch tatsächliche Wirklichkeit steht. Dieser Schein ist historisch entstanden. Man hat sich an ihn gewöhnt... Die Gewaltentrennung im heutigen staatsrechtlichen Sinne besagt, daß Legislative, Exekutive und Rechtsprechung von verschiedenen Organen wahrzunehmen sind. Daraus folgt zunächst, daß diese Organe selbständig sein müssen, d. h. ihr Eigenleben in sich tragen, ohne in ihrem Seinsbestand von einer der anderen Gewalten abzuhängen... Diese [die deutsche] Justizverwaltung ist aber... im wesentlichsten Teil, nämlich in der Spitze, den Gerichten entzogen und in die Hand der Exekutive gelegt. Das hebt... den Seinsbestand der Dritten Gewalt auf und macht ihn zur Fiktion trotz Anerkennung im Grundgesetz und in den Landesverfassungen...“ (Paulus van Husen 1952).

## Schriften
- Gesetz über die Verwaltungsgerichtsbarkeit in Bayern, Württemberg-Baden und Hessen. Mit Kommentar. Poeschel, Stuttgart 1947.
- Entwurf für eine bundeseinheitliche Verwaltungsgerichtsordnung, 1950.
- Die Entfesselung der Dritten Gewalt. In: Archiv des öffentlichen Rechts (AöR) 78 (1952/53), S. 49–62.[12]
- Erinnerungen eines Juristen vom Kaiserreich bis zur Bundesrepublik Deutschland. Herausgegeben von Karl-Joseph Hummel unter Mitarbeit von Bernhard Frings (= Veröffentlichungen der Kommission für Zeitgeschichte, Reihe A: Quellen, Band 53). Schöningh, Paderborn 2010, ISBN 978-3-506-75687-9.
- Manfred Lütz, Paulus van Husen: Als der Wagen nicht kam. Eine wahre Geschichte aus dem Widerstand. Herder, Freiburg 2019, ISBN 978-3-451-38421-9 (Lebenserinnerungen von Paulus van Husen, ausgewählt von Manfred Lütz).